# アダム・トムソン
アダム・トムソン（Adam Thomson、1982年3月13日 - ）は、ワイカトに所属するラグビー選手。

## 人物
1982年3月13日、ニュージーランド、アッシュバートンで生まれる。

身長196cm、体重112kg。

愛称は「wooly mammoth（長毛のマンモス）」、「Thomo」。

ポジションはナンバーエイト(No8)、フランカー(FL)。

## キャリア
クライストチャーチ・ボーイズハイスクール卒業、在学時の2000年、ラグビーニュージーランドセカンダリースクール（日本でいう中高一貫システム）代表に選出される。
オタゴ大学に進学、2001年に19歳以下代表に、2003年に21歳以下代表に選出される。
2004年、オタゴ州代表に入り、ニュージーランド州代表選手権(現ITM CUP)のワイカト戦でデビュー。
2006年、スーパー14（現スーパーラグビー)のハイランダーズに入る。
2007年、ハイランダーズの選考から外れたが、同年、セブンス代表に選出、エアニュージーランドカップではチーム最多5トライを記録。
2008年、ふたたびハイランダーズに入る。オールブラックスに選ばれ、アイルランド戦でデビュー。
2013年、トップリーグのキヤノンイーグルスに加入。同年8月31日に行われたジャパンラグビートップリーグ1stステージ第1節の東芝ブレイブルーパス戦にて途中出場で日本での公式戦初出場を果たす。
2016年、レベルズに加入。
2017年、NECグリーンロケッツに加入。
2018年、NECグリーンロケッツを退団した。
2019年、ユタ・ウォリアーズに加入。
2020年、チーフスに加入。

### その他
・クライストチャーチ・ボーイズハイスクールのラグビークラブのファーストXV(トップチーム）でダン・カーターとプレイしていた。

・2009年のオールブラックスの中で、40メートル走のタイムが最速だった。

## リンク
- アダム・トムソン (@adamjohnthomson) - X（旧Twitter）
- アダム・トムソン (@adamjohnthomson) - Instagram
- Highlanders Profile
- All Blacks ID=1073
- Ultimate Adam Thomson
- Adam Thomson espn rugby